# Planet P Project
Planet P Project — музыкальный проект американского музыканта Тони Кэри.

## История
Тони Кэри, вероятно, наиболее известен по работе клавишником в группе Rainbow в 1970-х годах. Потом он переехал в Западную Германию и начал сольную карьеру. В начале 1980-х годов он несколько раз попадал в чарты с такими сольными песнями, как «I Won’t Be Home Tonight», «A Fine, Fine Day», «The First Day of Summer».
Planet P Project — параллельный проект, который он организовал там же в Германии в начале 1980-х годов в партнёрстве с немецким продюсером Петером Хауке. Почти все песни писал сам Кэри и почти все музыкальные партии играл тоже он сам.
По словам музыкального сайта AllMusic, вышедший у проекта в 1983 году первый альбом (который назывался тоже Planet P Project) имел «типичный для того времени нагруженный синтезаторами стиль», но при этом «с кивком в сторону прогрессивного рока из предшествующего десятилетия».
Сингл «Why Me?» с этого альбома был очень успешен благодаря тяжёлой ротации клипа к нему на MTV. В США в журнале «Билборд» песня не только попала в первую десятку в специализированнои песенном рок-чарте, но и вошла в попсовую «Горячую сотню» (Hot 100).
Следующий сингл «Static» с этого альбома также был довольно популярен на радио и попал в специализированный песенный рок-чарт американского журнала «Билборд».
В 1984 году у проекта вышел второй, причём двойной, альбом Pink World. Музыкально он был продолжением первого, но был ещё более амбициозным. Темы песен тоже были сходными — отражающими параноидальные настроения времён Холодной войны. Этот альбом был уже не так популярен, как предыдущий. Песня «What I See» с него была популярна на радио, но тоже далеко не так, как в своё время «Why Me?».
После этого Тони Кэри проект заморозил. Возможно, произошло это потому, что его сольные работы оказались более коммерчески успешными. Ведь ранее в том же 1984 году у него вышел сольный альбом Some Tough City, с которого два сингла — «A Fine, Fine Day» и «The First Day of Summer» — попали в США в первую сороковку.

## Дискография
- 1983 Planet P Project[англ.] (переиздан в 2009 году)
- 1984 Pink World[англ.] (переиздан в 2008 году)
- 2001 Go Out Dancing (неавторизованный промоционный релиз на CD-R)
- 2005 Go Out Dancing Part 1 «1931»
- 2008 Go Out Dancing Part 2 «Levittown»
- 2009 Go Out Dancing Part 3 «Out in The Rain»
- 2013 Steeltown
- 2014 The G.O.D.B.O.X. (4-дисковый комплект из трёх частей Go Out Dancing Part и ремастированной версией оригинального бутлега Go Out Dancing)